# Amheterozercon oudemansi
Genre
Espèce
Synonymes
- Heterozercon oudemansi Finnegan, 1931
- Zeterohercon oudemansi (Finnegan, 1931)

Amheterozercon oudemansi est une espèce d'acariens mesostigmates de la famille des Heterozerconidae, la seule du genre Amheterozercon.

## Distribution
Cette espèce a été découverte sur des serpents du genre Epicrates en Amérique du Sud.

## Publications originales
- Finnegan, 1931 : On a new species of Mite of the family Heterozerconidae parasitic on a snake. Proceedings of the Zoological Society of London, vol. 1931, p. 1349-1357.
- Fain, 1989 : Notes on mites associated with Myriapoda 4. New taxa in the Heterozerconidae (Acari, Mesostigmata). Bulletin de l'Institut Royal des Sciences Naturelles de Belgique Entomologie, vol. 59, p. 145-156.